# Cabatuan (Isabela)
Cabatuan est une municipalité de la province d’Isabela, aux Philippines.